# Xã Linden, Quận Christian, Missouri
Xã Linden (tiếng Anh: Linden Township) là một xã thuộc quận Christian, tiểu bang Missouri, Hoa Kỳ. Năm 2010, dân số của xã này là 1.912 người.